# Reinaldo de Vichiers

Coat of arms of Renaud de Vichiers

Reinaldo de Vichy (em francês: Renaud de Vichiers (*1198 - †1252) nascido no domínio familiar de Vichy, Champagne.
Foi sucessivamente preceptor de São João de Acre, Mestre da França e finalmente Marechal quando eleito mestre da ordem em 1250. Sua nomeação teve lugar no meio de reforços Templários que chegaram pouco antes da batalha de Bahr Al-Saghir. Alguns dias depois desta batalha, Luís IX foi capturado pelos mamelucos. O prisioneiro deveria ser libertado mediante o pagamento de um resgate de 200000 libras. Lorde de Joinville, cronista do Rei, fez todo o possível para reunir a quantia, mas só conseguiu 30000. Joinville convidou o Mestre do Templo a conceder-lhe um empréstimo para completar o dinheiro do resgate. Reinaldo de Vichy, para espanto dos chefes francos, se recusou a emprestar o dinheiro, dando como pretexto que o dinheiro presente no Templo Galley de Damiette não pertencia ao Templo, mas a um terceiro. No entanto, Renaud de Vichy notificou Joinville que ele não iria tentar nada se ele queria pegar o dinheiro pela força. Joinville cumpriu imediatamente. Ele entrou no Templo Galley, tomou as 30.000 libras e deu o resgate completo para os mamelucos. Reynald de Vichiers tornou-se o décimo nono grão-mestre em 1250 após a morte de Guillaume de Sonnac em Mansourah, no Egito, durante a sétima cruzada. Anteriormente, ele fora marechal do templo e contribuíra para a preparação da cruzada, organizando o transporte para os exércitos de Luís IX. Reynald logo provou seu valor como um guerreiro redobrável, com uma veia independente. A crônica de Jean de Joinville lembra como, na marcha ao sul de Damietta, o rei Luís IX ordenou que ninguém quebrasse a formação diante do assédio do inimigo. Então, um dos muçulmanos deu um golpe no cavaleiro templário na primeira fila com um machado tão forte que o derrubou sob os cascos do cavalo de Reynald de Vichiers. O marechal gritou: “Para eles, em nome de Deus, porque não agüento mais isso!” Ele empurrou o cavalo contra o inimigo, seguido por seus irmãos, e, como os cavalos dos Templários estavam frescos e os turcos já cansados, nem um único inimigo escapou.
Reynald de Vichiers acompanhou Louis IX ao Acre, após a derrota no Egito. Lá, com o apoio de Louis, ele foi confirmado como o grão-mestre. Ele atuou como padrinho de um filho nascido de Louis e Margarida da Provença, (nascido no Castelo dos Peregrinos). As relações deterioraram-se mais tarde, quando Louis começou a sentir que os templários haviam ultrapassado sua autoridade, negociando independentemente com Damasco. O rei decidiu fazer um exemplo da Ordem, obrigando Reynald de Vichiers a se exilar da Terra Santa Hugues de Jouy, o novo Marshall da Ordem, que se tornou um bode expiatório. O rei posteriormente tentou reduzir a independência da Ordem. Reynald de Vichiers também teve que se ajoelhar diante do rei publicamente e pedir desculpas. Reynald foi finalmente sucedido por Thomas Berard.
Alguns historiadores mencionam que o Capítulo Geral da Ordem julgou a atitude de Reinaldo de Vichy como escandalosa. Eles sugerem que o Capítulo Geral solicitou e obteve a renúncia de de Vichy em 1252. Se isso era verdade ou não, em 1252 Renaldo de Vichy se afastou para um mosteiro onde permaneceu até sua morte em 1257.
Outra versão da história menciona que, apesar de sua atitude, de Vichy acompanhado o rei Luís IX em São João de Acre, onde desembarcou pouco tempo depois de sua libertação dos mamelucos. De Vichy aparentemente, então, levou várias incursões para conter as hordas muçulmanas que estavam ocupados destruindo os últimos pertences francos. Nesta versão da história de Vichy levou esses ataques a sua morte em 1257.

## Fonte
- «Reinaldo de Vichy(1198-1252)». www.templiers.org (em inglês). Projet Braucéant. Consultado em 1 de maio de 2015
- {{Citar

web|url=https://www.theknightstemplar.org/1942-2/%7Cacesso data=8 de dezembro de 2019
1. ↑  Read, Piers Paul (1999). The Templars. London: Weidenfeld & Nicolson. pp. 225–226. ISBN 0297842676